# Берёзин, Александр Иосифович
Александр Иосифович Берёзин (1896 — 7 августа 1937, Краснодар) — советский партийный деятель, ответственный секретарь Николаевского окружного комитета КП(б)У, 1-й секретарь Краснодарского горкома ВКП(б). Член ЦК КП(б)У в декабре 1925 — ноябре 1927 г. Кандидат в члены ЦК КП(б)У в ноябре 1927 — июне 1930 г.

## Биография
Родился в городе Одессе, еврей по национальности.
Член РСДРП(б) с 1916 года.
17—25 апреля 1923 года делегат с решающим голосом XII съезда РКП(б) от Волынской парторганизации.
В апреле 1924—1926 г. — ответственный секретарь Николаевского окружного комитета КП(б)У. Затем — на ответственной партийной работе в ЦК КП(б)У.
В 1929—1930 годах — ответственный секретарь Аткарского окружного комитета ВКП(б) Нижне-Волжской области.
С начала 1930-х годов — начальник политического сектора Азово-Черноморского краевого земельного управления.
26 января—10 февраля 1934 года делегат XVII съезда ВКП(б).
До 1937 года — 1-й секретарь Краснодарского городского комитета ВКП(б) Азово-Черноморского края.
В 1937 году арестован органами НКВД. Расстрелян в Краснодаре. Посмертно реабилитирован.